# Чапаев (лек крайцер, 1941)
Чапаев e лек крайцер на ВМФ на СССР от проект 68-К, „Чапаев“, главен кораб на серията. Наречен е в чест на Василий Чапаев.

## История на строителството
Заводски номер: 305
- 8 октомври 1939 г. – заложен на КСЗ № 189 (Балтийско обединение, Ленинград)
- 25 септември 1940 г. – зачислен в списъците на ВМФ
- 28 април 1941 г. – спуснат на вода. Капитан – Г. А. Визел
- 10 септември 1941 г. – строителството е спряно и е законсервиран
- 16 май 1950 г. – достроен след ВОВ и въведен в строй (според други данни на 27 май 1950 г.)

## История на службата
- 19 септември 1950 г. – влиза в състава на 4-ти флот.
- 30 юли 1951 г. – преведен в ЧСФ.
- 18 април 1958 г. – изваден от бойния състав на ВМФ и прекласифициран на учебен кораб.
- 6 февруари 1960 г. разоръжен и преформиран на плаваща казарма.
- 12 април 1963 г. – изключен от списъците на флота.
- 29 октомври 1963 г. – разформирован.
- През 1964 г. е частично разкомплектован за скрап в базата на „Главвторчермета“ в гр. Мурманск.
- Корпусът без горната палуба и надстройките е поставен на плитчина на границата на литорала в селището Минкино на Колския залив срещу Зеления нос и става основа за насипната част на бреговата линия. На този насип са построени складовете и базата на Морската арктическа геологоразузнавателна експедиция и БТО на риболовния колхоз „Ударник“. Към самия корпус на крайцера, частично засипан, са пришвартовани двата плаващи причала на МАГЕ.[2]

## Командири
- 12.1946 – 01.1949 Древницкий, Василий Мартинович ИД (помощник) на командира[3] бивш командир на крайцера „Красний Кавказ“
- 1947 – 1949 – капитан 1-ви ранг Мещерский, Николай Йосифович
- 10.1949 – 02.1951 – Абашвили, Георгий Семьонович
- 1952 – 1956 – капитан 1-ви ранг Бабий, Виктор Степанович
- 1956 – 1957 – капитан 1-ви ранг Федоров, Сергей Михайлович

## Произшествия
1 октомври 1949 г. при престой на котва на талинския външен рейд на разстояние 1,3 мили (около 2,5 км) от брега, след завръщане от поредното излизане в морето Н. Й. Мещерский, при състояние на морето 3 бала и вятър 4 бала, разрешава уволнение от кораба на 15% екипаж в Талин. Без да получи положителен отговор от Отдела по спомагателните съдове и заливи на 8-и ВМФ и щаба на флота на запитването си за предоставяне на буксир за превоза към брега, уволняемите (около 100 души) са изпратени след 19 ч. на два рейса с 16-веселния моторен баркас на крайцера. Във връзка с последващото влошаване на времето щабът на 8-и ВМФ забранява уволнението на екипажи от корабите, намиращи се на рейда. Обаче това разпореждане се получава от командира на крайцера едва в 20:30, вече след потеглянето на баркаса за втория му рейс.
В 22:30 от кораба отплава баркасът, за да върне уволенените, за старши на които е назначен артилеристът (командир на кула) лейтенант К. И. Лейбман. След час, когато болшинството от уволнените са се събрали на брега при Купеческия залив в очакване на заминаването си, а щабът отново отказващ да предостави буксир, К. И. Лейбман, без да има морска практика, взема, в отсъствие на старшината на баркаса, управлението му, допускайки неправилно разположение на хората и без да вземе надлежните предохранителни мерки.
В условията на свежо време (вятър 7 бала) при излизането от Купеческия залив претовареният с хора баркас е захлупен от вълна, а стоящите на рейда кораби и плавателни средства от залива не успяват своевременно да окажат помощ. Загиват 56 души: 54 члена на екипажа, включая самия Лейбман, и двама работника от завода „С. Орджоникидзе“ (КСЗ № 189). Спасяват се само три матроса, които са отнесени от вълните и вятъра към борда на танкера „Ковжа“.
26 март 1952 г. при завръщането от морето към Колския залив кърмовата част на крайцера „Чапаев“, поради неправилните действия на неговия командир, капитан 1 ранг А. П. Подруцки е ударена от плаващия в съседство за отработване на бойна задача (то е прекратено поради рязкото влошаване на времето) от есминец „Ответствений“. В резултат на сблъсъка крайцерът се оказва с разрушен ахтерпик и загиват двама старшини. Есминецът е с повреден носов край до шпила.
30 май 1959 г. „Чапаев“ плавайки в Атлантическия океан в района на Фарьорските острови попада в силен щорм, който причинява на кораба сериозни повреди (разрушени са вълнореза, козирките на вентилацията и прочее, но най-главното е, че се образува цепнатина в палубата по мидъла). В резултат на това походът е прекратен, а самият кораб е изпратен за провеждане на авариен ремонт в Кронщат.